# Pamubulan
Pamubulan is een bestuurslaag in het regentschap Lebak van de provincie Banten, Indonesië. Pamubulan telt 3545 inwoners (volkstelling 2010).